# 陈加伟
陈加伟（Tan Jia Wei，1998年1月20日—），馬來西亞男子羽毛球運動員。目前在紫盟联赛中为安邦再也羽毛球俱乐部的球员。

## 簡歷
陳加偉自5歲就開始學羽球，并在李宗伟的啟蒙老師鄭炳發的教導下獲得不少獎項，其中加伟曾在小学代表北海励侨华小参加第四届东南亚小学奥运会并获得男单和男双金牌。2017年3月，陈加伟出戰波蘭羽毛球公開賽男子單打項目，並在決賽中以2比1的成績（21-13、20-22、21-10）擊敗了巴西選手伊戈尔·科埃略，奪得羽球生涯中首個國際賽冠軍。

## 主要比賽成績
只列出曾進入準決賽的國際賽事成績：
| 年份   | 賽事                     | 公開賽級別 | 項目     | 成績   |
| ------ | ------------------------ | ---------- | -------- | ------ |
| 2017年 | 波蘭羽毛球公開賽         | 國際挑戰賽 | 男子單打 | 冠軍   |
| 2017年 | 馬來西亞羽毛球國際系列賽 | 國際系列賽 | 男子單打 | 準決賽 |
| 2018年 | 馬來西亞羽毛球國際挑戰賽 | 國際挑戰賽 | 男子單打 | 亞軍   |
| 2019年 | 馬來西亞羽毛球國際系列賽 | 國際系列賽 | 男子單打 | 準決賽 |

| 2007-2017年 | 首要超級賽 | 超級賽 | 黃金大獎賽 | 大獎賽 | 國際挑戰賽 | 國際系列賽 | 未來系列賽 | 其他 |

| 2018-2026年 | 總決賽 | 超級1000賽 | 超級750賽 | 超級500賽 | 超級300賽 | 超級100賽 | 國際挑戰賽 | 國際系列賽 | 未來系列賽 | 其他 |